# ALA synthase
ALA synthase is een enzym dat de synthese van δ-Aminolevulinezuur, de eerste gemeenschappelijke precursor in de biosynthese van alle tetrapyrrolen, katalyseert. ALA synthase haalt de carboxygroep van glycine af en het CoA van succinyl-CoA door middel van de pyridoxaalfosfaatgroep (een vitamine B6 derivaat) waarmee het δ-aminolevulinezuur (dALA) maakt, zo geheten vanwege de plaats van de aminogroep op het 4e koolstofatoom in het molecuul.